# Giovanni Cito
Giovanni Cito (1633–1708) foi um prelado católico romano que serviu como bispo de Lettere-Gragnano (1698–1708).

## Biografia
Giovanni Cito nasceu em Nápoles, na Itália, a 20 de março de 1633. Foi ordenado diácono no dia 15 de março de 1671 e ordenado sacerdote a 22 de março de 1671. No dia 22 de dezembro de 1698, foi nomeado bispo de Lettere-Gragnano durante o papado de Inocêncio XII. A 28 de dezembro de 1698, foi consagrado bispo por Pier Matteo Petrucci, Cardeal-Sacerdote de San Marcello, com Tommaso Guzzoni, Bispo de Sora, e Domenico Belisario de Bellis, Bispo de Molfetta, servindo como co-consagradores. Serviu como bispo de Lettere-Gragnano até à sua morte a 15 de outubro de 1708.